# Gerhaus (Gemeinde Rohrau)
Gerhaus ist eine Ortschaft und eine Katastralgemeinde der Marktgemeinde Rohrau im Bezirk Bruck an der Leitha in Niederösterreich.  Die Ortschaft hat 258 Einwohner (Stand 1. Jänner 2024). Bis Ende 1970 war Gerhaus eine eigenständige Gemeinde.

## Geografie
Das an der Rohrauer Straße liegende Dorf befindet sich unmittelbar westlich der Leitha.

## Geschichte
Laut Adressbuch von Österreich waren im Jahr 1938 in der Ortsgemeinde Gerhaus ein Bäcker, ein Gastwirt, ein Gemischtwarenhändler, eine Milchgenossenschaft, ein Müller, ein Sattler, ein Schmied, zwei Spirituosenerzeuger, ein Wagner und zahlreiche Landwirte ansässig.
Mit 1. Jänner 1971 wurde im Rahmen der Niederösterreichischen Kommunalstrukturverbesserung die bis dahin selbständige Gemeinde Gerhaus nach Rohrau eingemeindet.

## Sehenswürdigkeiten

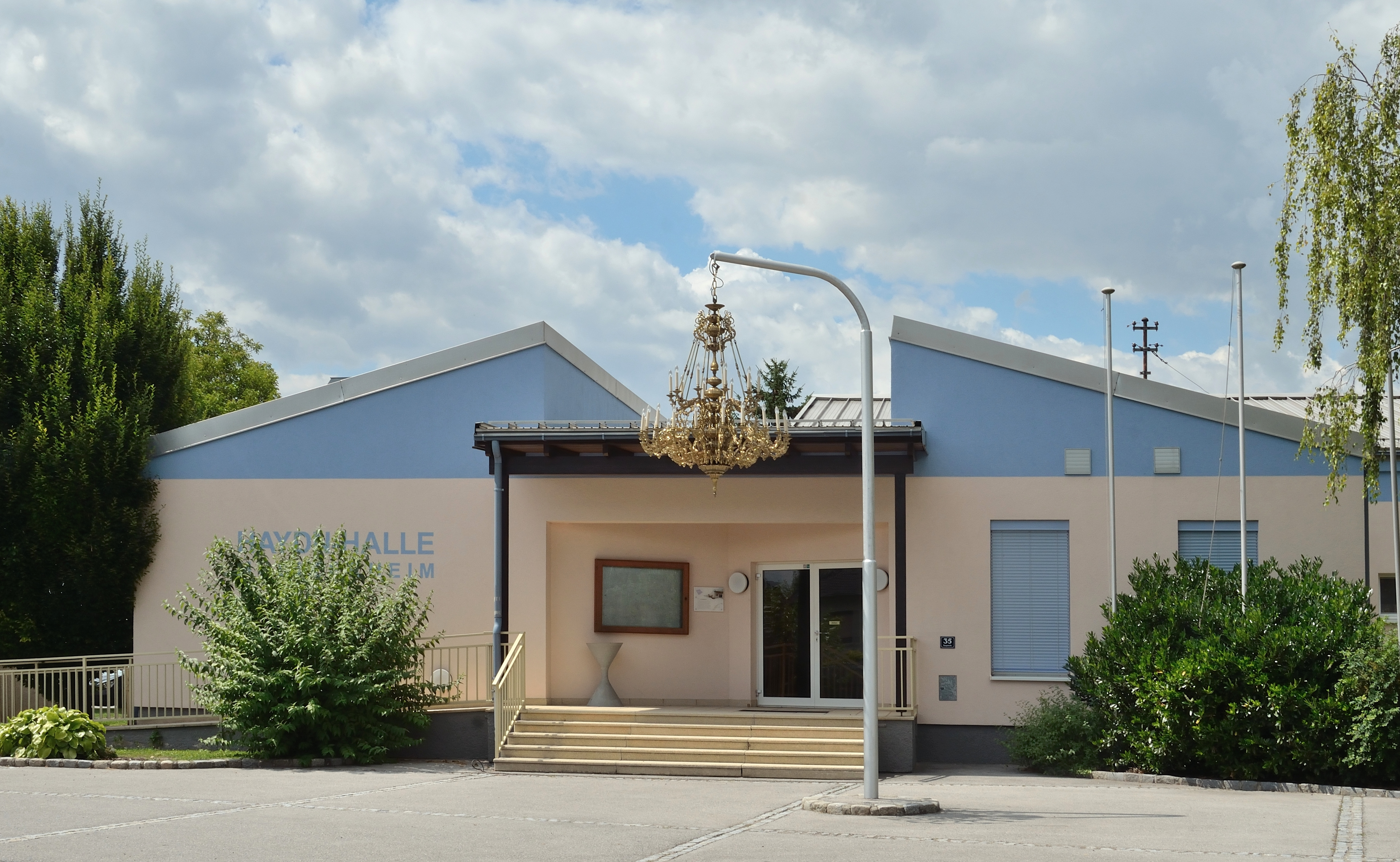
Haydn-Halle mit dem Lichtobjekt

- Das Lichtobjekt bei der Haydn-Halle stammt von Werner Reiterer.